# Stara Jodła
Stara Jodła (niem. Kreuztanne) – górska polana w Sudetach Środkowych, w Górach Sowich.
Polana położona jest na terenie Parku Krajobrazowego Gór Sowich, w północno-zachodniej części pasma Gór Sowich, około 2,5 km na północny zachód od centrum miejscowości Kamionki, po północno-wschodniej stronie od Wielkiej Sowy, na wysokości około 578 m n.p.m.
Otoczenie polany porasta bór świerkowy regla dolnego. Znajduje się tam węzeł leśnych dróg i szlaków turystycznych.

## Turystyka
Przez polanę prowadzą piesze szlaki turystyczne: 
- niebieski-odcinek europejskiego długodystansowego szlaku pieszego E3, prowadzący z Wielkiej Sowy do Srebrnej Góry,
- zielony z Ludwikowic Kłodzkich  do Rościszowa,
- żółty z Walimia przez Wielką Sowę do Kamionek.